# Кромка
Кро́мка (рос. Кромка, марій. Кромкасола) — присілок у складі Юринського району Марій Ел, Росія. Входить до складу Юркинського сільського поселення.

## Населення
Населення — 5 осіб (2010; 21 у 2002).
Національний склад (станом на 2002 рік):
- марі — 57 %
- росіяни — 38 %